# Grampians Trophy
Grampians Trophy – żeński turniej tenisowy kategorii WTA 500 zaliczany do cyklu WTA Tour, rozgrywany na kortach twardych w Melbourne w sezonie 2021.
Zmagania odbywały się na kortach Melbourne Park, na których corocznie organizowany jest Australian Open, w tygodniu poprzedzającym ten turniej wielkoszlemowy. W 2021 roku, w związku z pandemią COVID-19, zawody stanowiły jeden z trzech kobiecych turniejów przygotowujących do Australian Open 2021.
Finał zawodów w sezonie 2021 nie został rozegrany, co wynikało z rozpoczynającego się 8 lutego Australian Open. Obie zwyciężczynie półfinałów otrzymały nagrodę pieniężną i punkty rankingowe, które były przewidziane dla finalistek.

## Mecze finałowe

### Gra pojedyncza kobiet
| Rok  | Zwyciężczyni | Finalistka             | Wynik         |
| 2021 |              | Anett Kontaveit Ann Li | nie rozegrano |